# Język miniafia-oyan
Język miniafia-oyan (arifama-miniafia, miniafia-arifama) – język z grupy języków oceanicznych używany w Papui-Nowej Gwinei, w prowincji Oro. Tworzą go dwa dialekty: arifama i miniafia.